# Divarlı, Niğde
Divarlı là một xã thuộc huyện Çiftlik, tỉnh Niğde, Thổ Nhĩ Kỳ. Dân số thời điểm năm 2011 là 3708 người.